# This I Promise You
«This I Promise You» es una balada interpretada por la boy band estadounidense NSYNC, lanzada como el cuarto y final sencillo de su segundo álbum de estudio No Strings Attached (2000). Fue publicado bajo el sello discográfico Jive Records el 25 de septiembre de 2000.
La canción fue compuesta y producida por el cantautor estadounidense Richard Marx, quién más tarde grabó la canción por el lanzamiento de su lanzamiento, Days in Avalon. "This I Promise You" alcanzó el número cinco en las listas de Billboard Hot 100 en otoño de 2000. En adición, la canción pasó 13 semanas en el número 1 en la lista Billboard Hot Adult Contemporary Tracks, su primera canción en lograrlo.
La canción fue menos exitosa internacionalmente, llegando al número 21 en las listas de Reino Unido de sencillos y fallando a llegar al top 20 en Australia.
La canción tiene una versión en español la cual se tituló "Yo te voy a amar" que fue publicada en 2000.

## Listado
Sencillo Reino Unido
1. «This I Promise You» [Radio Versión] - 4:29
2. «It's Gonna Be Me» [Maurice Joshua Radio Remix] - 4:13
3. «I Thought She Knew» - 3:22

Sencillo Europa
1. «This I Promise You» [Álbum Versión] - 4:44
2. «This I Promise You» [Hex Hector Club Mix] - 9:10
3. «This I Promise You» [Hex Hector Radio Mix] - 3:57
4. «This I Promise You» [Spanish Version] - 4:29

Sencillo Estados Unidos
1. «This I Promise You» [Álbum Versión] - 4:44
2. «This I Promise You» [Hex Hector Club Mix] - 9:10
3. «This I Promise You» [Hex Hector Radio Mix] - 3:57
4. «This I Promise You» [Hex Hector Club Instrumental] - 9:10
5. «This I Promise You» [Spanish Version] - 4:29

Sencillo en Singapur
1. «This I Promise You» [Álbum Versión] - 4:44
2. «I Thought She Knew» - 3:20
3. «It's Gonna Be Me» [Maurice Joshua Radio Remix] - 4:11

## Vídeo musical
El vídeo, dirigido por Dave Meyers, muestra a la banda cantando en un bosque, con diferentes tomas de un diferente amor en relaciones en burbujas flotando en el bosque. 
El vídeo debutó en TRL el 27 de octubre de 2000. MadTV imitó el video el 16 de diciembre de 2000, con "This We Promise You", burlándose y exagerando la imagen de la banda.

## Posiciones
| Listas (2000/2001)                 | Posición |
| ---------------------------------- | -------- |
| Australian Singles Chart           | 42       |
| German Singles Chart               | 37       |
| Italian Singles Chart              | 56       |
| Belgium Ultratop 50                | 43       |
| Canada Top Singles (RPM)           | 8        |
| Scotland (Official Charts Company) | 24       |
| Spanish Singles Chart              | 7        |
| Netherlands Top 40                 | 80       |
| New Zealand Singles Chart          | 32       |
| Swedish Singles Chart              | 12       |
| Swiss Singles Chart                | 40       |
| UK Singles Chart                   | 21       |
| U.S. Billboard Hot 100             | 5        |
| U.S. Adult Contemporary            | 1        |